# San Stefano Peak
San Stefano Peak är en bergstopp i Antarktis. Den ligger i Sydshetlandsöarna. Argentina, Chile och Storbritannien gör anspråk på området. Toppen på San Stefano Peak är 240 meter över havet.
Terrängen runt San Stefano Peak är mycket platt. Trakten är obefolkad. Det finns inga samhällen i närheten. 